# Fear the Walking Dead
Fear the Walking Dead је пост-апокалиптична хорор драма коју су креирали Роберт Киркман и Дејв Ериксон. Емисија је премијерно приказана на кабловском каналу АМС 23. августа 2015. године. То је пратећа серија и претеча "Окружен мртвима", која је базирана на истоименом стрипу Роберта Киркмана, Тонија Мура и Чарлија Адларда.
У јулу 2018. године, АМС је обновио серију за пету сезону, која је премијерно приказана 2. јуна 2019. године. Ендру Чамблис и Ијан Голдберг су редитељи серије од 4. сезоне.

## Радња
Првобитно у Лос Анђелесу, Калифорнији, а касније у Мексику, серија прати нефункционалну, комбиновану породицу коју чине средњошколска саветница и педагог Медисон Кларк, њен вереник, професор Енглеског Тревис Манава, њена ћерка Алиса, њен син Ник, зависник од дроге, Тревисов син из претходног брака Крис, његова бивша жена Лиза Ортиз и остали који се придружују њиховој групи на почетку апокалипсе. Они морају да крену испочетка, учећи нове вештине и усвајајући нове ставове како би преживели изазове које доноси распадање цивилизације око њих.

## Улоге и ликови

### Главне улоге
- Ким Дикенс као Медисон Кларк: Протагониста, главни лик серије. Интелигентна и доминантна школска саветница, педагог, мајка Ника и Алише и Тревисова вереница. (сезоне 1-4)[2][5]
- Клиф Кертис као Тревис Манава: Одлучан, одмерен средњошколски учитељ, вереник Медисон, Крисов отац и Лизин бивши муж. (сезоне 1-3)[2][5]
- Френк Дилејн као Ник Кларк: Храбар и несебичан лечени хероински зависник, син Медисон, Алишин брат. (сезоне 1-4)[2][3][5][6]
- Алиша Дебнам-Кери као Алиша Кларк: Жестока, али саосећајна ћерка од Медисон, и Никова сестра[2][5].
- Елизабет Родригез као Лиза Ортиз: Смислена и брижљива студенткиња медицине, Тревисова бивша жена и Крисова мајка. (сезона 1; сезона 2 као гост)[2][5][7]
- Мерцедес Мејсон као Офилија Салазар: Јака, верна и веома способна ћерка Данијела и његове жене Гризелде. (сезоне 1-3)[2][5]
- Лорензо Џејмс Хенри као Крис Манава: Тревисов и Лизин бунтовни син, који је постао бруталан због новог смртоносног света око њега. (сезоне 1-2)[2][7]
- Рубен Блејдс као Данијел Салазар: Храбар и практичан, бивши припадник Сомбра Негра банде, фризер, Гризелдин муж и Офелијин отац. (сезоне 1-3)[2][8]
- Колман Доминго као Виктор Стренд: Паметан и софистициран самозвани бизнисмен, који се спријатељио са Ником и Медисон.[9]
- Мишел Анг као Алекс: Прагматичан и тих преживели, представљен у "Fear the Walking Dead: Лет 462" веб серији. (сезона 2)[10]
- Данај Гарсија као Луциана Галвез: Јака и пажљива, бивша чланица Ла Колоније из Тијуане, Мексика, и Никова девојка. (сезона 3-и даље; сезона 2 као гост)[11]
- Данијел Шерман као Трој Ото: Харизматичан и импулсиван Џеремијин син, Џејков полубрат. (сезона 3)[12][13]
- Сем Андервуд као Џејк Ото: Џеремијин моралнији и паметнији син, Тројов полубрат и Алишин љубавник. (сезона 3)[13]
- Дејтон Коли као Џеремија Ото: Расистички настројен и искрени вођа заједнице ранчова, Џејков и Тројев отац. (сезона 3: сезона 2 као гост)[13]
- Лисандра Тена као Лола Гереро: Великодушна и саосећајна, вођа групе које је стационирана код бране лоциране у Тијуани, која је одговорна за снабдевање воде. (сезона 3)[13]
- Меги Грејс као Алтеа: Радознала и тактички настројена новинарка која проналази Моргана и Џона (сезона 4 - још увек)[14]
- Герет Дилахант као Џон Дори: Усамљеник и пријатељски настројен полицајац кога је Морган пронашао. (сезона 4- још увек)[14]
- Лени Џејмс као Морган Џонс: Ментално нестабилан и немилосрдно прагматичан човек, претходно члан групе Рика Грајмса у Окружен мртвима, који је сусрео са главном групом преживелих. (сезона 4- још увек)[14]
- Џена Елфман као Џун/Наоми/Лаура: Великодушна и мистериозна медицинска сестра коју је Медисон пронашла. (сезона 4- још увек)[14]
- Алекса Нисенсон као Чарли: Млада девојчица која је шпијун за Лешинаре док није побегла у Алтеину групу (сезона 5;сезона 4 као гост)[15]
- Карен Дејвид као Грејс(сезона 5)[16]

### Споредне улоге

#### Лос Анђелес
- Скот Лоренс као Арт "Арти" Коста: Директор средње школе где Медисон и Тревис раде. (сезона 1)[17]
- Линколн А. Кастеланос као Тобајас: Сениор средње школе који је свестан ситуације са вирусом на почетку. (сезона 1)
- Патриша Рејес Спиндола као Гризелда Салазар: Офелијина мајка, која је емигрирала из Ел Салвадора са њеним мужем Данијелом како би избегли политичко хапшење. (сезона 1; сезона 2 као гост)[2]
- Џејми Мекшејн као наредник Мојерс: Лидер Националне гарде одређен за чување подручја Медисиног комшилука. (сезона 1)[18]
- Шон Хетози као капетан Ендру Адамс: Добронамеран војни човек са душевним расположењем, који не иде уз њега. (сезона 1)[19]
- Сандрин Холт као докторка Бетани Екснер: Самоуверена и вешта докторка. (сезона 1)[20]

#### Обала Пацифика
- Данијел Зовато као Џек Киплинг: Члан пирата који је развио осећања за Алишу. (сезона 2)[21]
- Џесе Меккартни као Рид: Коноров брат и непријатељски настројен члан пирата. (сезона 2)[22]
- Вероника Дијаз као Вида: Трудна жена и једна од Коноревих пирата. (сезона 2)[23]
- Артуро Дел Пуерто као Луис Флорес: Савезник и десна рука Виктора Стренда и Томаса Абигејла. (сезона 2)[24]

#### Мексико
- Доугреј Скот као Томас Абигејл: Стрендов дечко и имењак броду Абигејл. (сезона 2)[25]
- Марлин Форте као Цилија Флорес: Луизова мајка. (сезона 2)[26]
- Пол Калдерон као Алехандро Нуњез: Фармацеут и лидер Ла Колоније, заједнице у Тијуани, Мексику, који тврди да је био угрижен, али није умро. (сезона 2)[27]
- Алехандро Еда као Марко Родригез: Лидер групе која живи близу Ла Колоније. (сезона 2)
- Карен Бетзабе као Елена Рејес: Менаџер хотела Розарио Бич која је помогла Алиши. (сезона 2; сезона 3 као гост)[28]
- Ремзес Џименез као Хектор Рејес: Еленин нећак који је водио хотел са њом. (сезона 2; сезона 3 као гост)
- Андрес Лондоно као Оскар Дијаз: Лидер групе преживелих који су живели у хотелу. (сезона 2)[29]
- Раул Касо као Андрес Дијаз: Оскаров брат. (сезона 2; сезона 3 као гост)
- Кели Блац као Брендон Лук: Лидер групе младих људи који су се спријатељили са Крисом. (сезона 2)[30]
- Бренда Стронг као Ајлин Стов: Чланица венчања и Оскарова маћеха. (сезона 2; сезона 3 као гост)[31]
- Кени Вормалд као Дерек: Члан Брендонове групе. (сезона 2)[32]
- Израел Брусард као Џејмс Меккалистер: Члан Брендонове групе. (сезона 2)[32]

#### Ранч
- Мајкл Грејејес као Куелетага Вокер: Рођени Американац у рату са Џеремијом Отом, који је окупирао његову земљу. (сезона 3)
- Мајкл Вилиам Фримен као Блејк Сарно: Члан милиције са ранча. (сезона 3)
- Џастин Рејн као Ли "Луди пас": Десна рука Куелетаге. (сезона 3)
- Мет Лески као Купер: Члан милиције са ранча. (сезона 3)

#### Брана
- Џесе Борего као Ефраин Моралес: Човек који је спасио Данијелу живот када је био повређен од ватре. (сезона 3)
- Реј Меккинон као Проктор Џон: Лидер групе познатије као Проктори. (сезона 3)

#### Бејзбол стадион
- Себастиан Сози као Кол: Становник заједнице у бејзбол стадиону. (сезона 4)[33]
- Рода Грифис као Вивиан: Становник заједнице у бејзбол стадиону. (сезона 4)
- Кенет Вејн Бредли као Даглас: Становник заједнице у бејзбол стадиону. (сезона 4)

#### Лешинари
- Кевин Зегерс као Мелвин: Антагониста, лидер Лешинара. (сезона 4)[34]
- Иван Гембл као Енис: Члан Лешинара. (сезона 4)[35]

#### Тексас
- Ерон Станфорд као Џим Брауер: Преживели који вари ствари да би преживео. (сезона 4)[36]
- Дерил Мичел као Вендел: Човек у колицима и усвојени Сарин брат. (сезона 4- још увек)[36]
- Мо Колинс као Сара: Усвојена Венделова сестра и бивша чланица Маринаца. (сезона 4- још увек)[36]
- Тониа Пинкинс као Марта: Мистериозна жена која убија свакога који покушава да помогне некоме. (сезона 4)[36]

## Епизоде
Прва сезона је састоји од шест епизода. Друга сезона, која обухвата 15 епизода, премијерно је приказана 10. априла 2016. године. Дана 15. априла 2016, АМС је објавио да је серија обновљена са 16 епизода у трећој сезони, која је премијерно приказана 4. јуна 2017. године. У априлу 2017, АМС је обновио серију са 16 епизода четврте сезоне и објавио да Ендру Чемблис и Ијан Голдберг мењају Дејва Ериксона као главни режисери. Премијера четврте сезоне била је 15. априла 2018. године. Дана 28. јула 2018, објављено је да је серија обновљена за пету сезону која је премијерно приказана 2. јуна 2019. године.
| Сезона | Епизоде | Првобитно емитовање | Првобитно емитовање |
| ------ | ------- | ------------------- | ------------------- |
| Сезона | Епизоде | Прво емитовање      | Последње емитовање  |
| 1      | 6       | 23. август, 2015    | 4. октобар, 2015    |
| 2      | 15      | 10. април, 2016     | 2. октобар, 2016    |
| 3      | 16      | 4. јун, 2017        | 15. октобар, 2017   |
| 4      | 16      | 15. април, 2018     | 30. септембар, 2018 |

## Продукција

### Развој
Септембра 2013, АМС је објавио да су радили на серији која би била серија пратилац Окружен мртвима, и која би пратила различиту групу карактера креираних од стране Роберта Киркмана. Септембра 2014, АМС је наручио пилот епизоду, која је била написана од стране Киркмана и Дејва Ериксона, директована од Адама Дејвидсона, а извршни продуценти били су Киркман, Ериксон, Гејл Ане Хурд и Дејвид Алперт, са Ериксоном који је био главни режисер. Пројекат је оригинално био знан као Кобалт; Киркман је потврдио, у Марту 2015, да ће серија бити именована са Fear the Walking Dead. Марта 9. 2015. године, АМС је објавио да је наручио Fear the Walking Dead као серију, са уговором на две сезоне. Премијера серије била је у 23. августа 2015. године.

### Распоређивање улога
Децембра 2014, објављене су прве четири улоге у којима су глумили: Ким Дикенс као Медисон Кларк, главни женски карактер; Клиф Кертис као Травис Манава, главни мушки карактер; Френк Дилејн као Ник, и Алиша Дебнам-Кери као Алиша. Априла и маја 2015, Елизабет Родригез и Мерцедес Мејсон су објављене као сталне глумице серије, обе у непознатим улогама.
Новембра 2017, потврђено је да ће се Лени Џејмс, који глуми Моргана Џонса у серији Окружен мртвима, придружити главним јунацима сестринске серије за четврту сезону. Четврта сезона нам истовремено доноси неколико сталних глумаца, играних од стране Герета Дилаханта, Џене Елфман и Меги Грејс.
Децембра 2018, објављено је да ће се Рубен Блејдс и Данијел Шерман, који су се последњи пут појавили у трећој сезони, вратити у сезони 5 као Данијел Салазар и Трој Ото, редом. Јануара 2019, објављено је да ће Остин Амелио придружити екипи као Двајт, који се последњи пут појавио као Двајт, у сезони осам серије Окружен мртвима. Марта 5. 2019, објављено је да ће се Карен Дејвид придружити главним глумцима у петој сезони као Грејс.

### Снимање
Продукција за пилот епизоду је почела рано у 2015. години и завршила се 6. фебруара 2015. Пилот и почетне епизоде биле су снимљене у Лос Анђелесу, укључујући Вудрув Вилсон средњу школу; остале епизоде прве сезоне снимљене су у Ванкуверу, Британској Колумбији, Канади. Продукција за осталих пет епизода прве сезоне је почела 11. маја 2015. године. Адам Дејвидсон, који је режирао пилот епизоду, такође је режирао другу и трећу епизоду.
Снимање за другу сезону је почело децембра 2015, у Баха Калифорнији, Мексико. Локације које су укључиле Розарито ( сцене мора и хотела) и Вале де Гуадалупе (Абигејлов виноград) снимљене су тамо. Сцене на мору биле су снимљене уз помоћ Баха Филм Студиа. Додатна сцена из финала прве сезоне била је снимљена у Сункен граду, Сан Педро, Лос Анђелес. Снимање за трећу сезону је почело 6. јануара 2017. године у Баха Калифорнији, Мексико, уз неке од локација које су коришћене за другу половину сезоне два. Додатне локације у Тијуани су укључивале Авениду Револуцион, Абелардо Л. Родригез брану, и брда која су била код Отовог ранча.
Снимање четврте сезоне било је у току јуна 2018. године на различитим локацијама око Остин, Тексаса, укључујући Дел Дајамонд, празну Брекенбриџ болницу и оштећен поплавом Онион Крик округ. Снимање пете сезоне је почело у децембру 2018. Такође је потврђено од продуцената да ће се сезона снимати у Њу Бронфелсу, Тексас.

## Емитовање
Дана 23. августа 2015, серија је дебитовала истовремено на целом свету на: АМС у САД; АМС Глобал у значајним регионалним тржиштима у Африци, Европи, Азији, Латино Америци и на средњем Истоку; на ФиКС у Аустралији, Хулу је имао права на стримовање серије у САД, док је Амазон Инстант Видео имао права на стримовање серије у Аустрији и Немачкој, и омогућили би епизоду дан након оригиналног емитовања. Пренос у Уједињеном краљевству је постало доступно Амазон Прајм члановима у 2016.

## Одзив

### Критички одговор

#### Сезона 1
На Ротен Томејтосу, прва сезона има рејтинг од 77%, базирано на 62 прегледа, од којих је просечна оцена 6.76/10. На сајту влада општа сагласност која гласи, "Fear the Walking Dead рециклира елементе од свог претка, али је и даље није константан и заносан да би се такмичио са оригиналом". На Метакритици, сезона је имала сток 66/100, базирано на 33 критике, и индицирала је превасходно повољне прегледе.
Елизабет Винцентели из Њујорк Поста оценила је прве две епизоде 3/4 звездице, коментаришући да је серија необично неизвесна и да је то одличан пример колико ефикасан спор темпо и брза промена атмосфере могу бити. Још један позитиван преглед прве епизоде дошао је од Кен Такера са Јаху ТВ-а, који је написао да је серија пуна промене расположења, да је вештија од оригиналног серијала, и да је глумачки застрашујућа. Тим Гудмен из Холивуд Репортера дао је просечан преглед, пишући да 90 минута прве епизоде и једночасовна епизода, заправо нису досадне, али и даље мање магнетишуће од оригинала.
Једна од најгрубљих негативних прегледа дошао је од ХитФикса, на подкасту Данијела Финберга и Алена Сепинвола, где је Финберг назвао епизоду очајном и да није могао да је гледа.
| Сезона | Критички одговор  | Критички одговор |
| Сезона | Ротен Томејтос    | Метакритика      |
| ------ | ----------------- | ---------------- |
| 1      | 77% (62 прегледа) | 66 (33 прегледа) |
| 2      | 70% (30 прегледа) | 54 (12 прегледа) |
| 3      | 83% (6 прегледа)  | н/а              |
| 4      | 81% (6 прегледа)  | н/а              |

#### Сезона 2
Друга сезоне је примила већином комбиноване критике од критичара. На Ротен Томејтос, сезона је имала рејтинг 70%, базирано на 30 прегледа, чији је просечан рејтинг 6.59/10. Критика са сајта је гласила : "Fear the Walking Dead испловљава у својој другој години са интригантном позадином која не скрива увек своје недостатке у односу на свог претходника". На Метакритик, сезона је имала скор 54/100, базирано на 12 критика.

#### Сезоне 3
На Ротен Томејтос, трећа сезона је имала рејтинг 83% базирано на 6 прегледа, са просечном оценом 7.26/10. У свом прегледу сезоне за ИГН, Мет Фовлер је дао оцену 8.2/10 и написао: "Fear the Walking Dead је још солидније нашао свој тон и глас ове сезоне тако што су прихватили сушни пејзаж, појачавајући људски сукоб и окупљајући се против Ким Дикенсонове хероине и сада је боља серија у односу на Окружен мртвима".

#### Сезона 4
На Ротен Томејтос, четврта сезона је имала рејтинг од 81% базирано на 6 прегледа, са просечном оценом 6.86/10. Критичар Чарли Мејсон је написао : "Прелазак из адекватног прекида између годишњих доба Окружен мртвима до представе која је добра или чак и боља од серије од које је произашла". Он је такође похвалио додатак Џене Елфман и Герета Дилаханта и да сезона 4 има неколико добрих изненађења у својој причи.

### Процене
Премијера у САД је привукла 10,1 милиона гледалаца, од тога 6,3 милиона у распону од 18 до 49 година, за које су оглашивачи снимили рекламе током премијере серије. Бројни међународни дебији пилота серије су такође поставили рекорде. Прва сезона је имала просек од 11,2 милиона гледалаца у "уживо плус-3" рејтинзима (укључујући ВОД прегледе и ДВР прегледе у 3 дана од иницијалног емитовања) и тако постала највише рангирана прва сезона од свих серија у историји тог оператера.
| Сезона | Време емитовања | Епизода | Прво емитовање   | Прво емитовање     | Последње емитовање  | Последње емитовање | Просечно гледалаца (милиони) |
| Сезона | Време емитовања | Епизода | Датум            | Прегледа (милиони) | Датум               | Прегледа (милиони) | Просечно гледалаца (милиони) |
| ------ | --------------- | ------- | ---------------- | ------------------ | ------------------- | ------------------ | ---------------------------- |
| 1      | Уторак 22:30    | 6       | 23. август 2015. | 10.13              | 4. октобар 2015.    | 6.86               | 7.61                         |
| 2      | Уторак 22:30    | 15      | 10. април 2016.  | 6.67               | 2. октобар 2016.    | 3.05               | 4.19                         |
| 3      | Уторак 22:30    | 16      | 4. јун 2017.     | 3.11               | 15. октобар 2017.   | 2.23               | 2.36                         |
| 4      | Уторак 22:30    | 16      | 15. април 2018.  | 4.09               | 30. септембар 2018. | 2.13               | 2.27                         |
| 5      | Уторак 22:30    | 16      | 2. јун 2019.     | тбд                | тба                 | тбд                | тбд                          |

### Награде и номинације
| Година | Награда                                | Категорија                                                 | Прималац                                                                                         | Резултат   | Референца |
| ------ | -------------------------------------- | ---------------------------------------------------------- | ------------------------------------------------------------------------------------------------ | ---------- | --------- |
| 2015   | Е! Онлајн Најбоље. Икада. Тв. Награде  | Нови шоу за који сте највише узбуђени да га видите         | Fear the Walking Dead                                                                            | Освојио    | [ 107 ]   |
| 2016   | 42. Сатурнова награда                  | Најбољи ТВ хорор                                           | Fear the Walking Dead                                                                            | Номинација | [ 108 ]   |
| 2016   | 42. Сатурнова награда                  | Најбоља глумица на телевизији                              | Ким Дикенс                                                                                       | Номинација | [ 108 ]   |
| 2016   | 42. Сатурнова награда                  | Најбољи перформанс од млађих глумаца на телевизији         | Френк Дилејн                                                                                     | Номинација | [ 108 ]   |
| 2016   | Е! Онлајн ТВ Округла Награда           | Женска глумица у успону                                    | Алиша Дебнам-Кери                                                                                | Освојила   | [ 109 ]   |
| 2017   | 43. Сатурнова награда                  | Најбоља хорор серија на телевизији                         | Fear the Walking Dead                                                                            | Номинација | [ 110 ]   |
| 2017   | 43. Сатурнова награда                  | Најбоља глумица на телевизији                              | Ким Дикенс                                                                                       | Номинација | [ 110 ]   |
| 2017   | 43. Сатурнова награда                  | Најбољи млади глумац/глумица на телевизији                 | Алиша Дебнам-Кери                                                                                | Номинација | [ 110 ]   |
| 2017   | 43. Сатурнова награда                  | Најбољи млади глумац/глумица на телевизији                 | Лоренцо Џејмс Хенри                                                                              | Номинација | [ 110 ]   |
| 2018   | 16. награда друштва за визуелне ефекте | Изванредна подршка визуелних ефеката у фотореалној епизоди | Питер Кросмен, Дениз Гејл, Филип Нусбаумер, Мартин Пелетир, Франк Лудика за епизоду "Слајт рајд" | Номинација | [ 111 ]   |
| 2018   | 44. Сатурнова награда                  | Најбоља хорор телевизијска серија                          | Fear the Walking Dead                                                                            | Номинација | [ 112 ]   |
| 2018   | 44. Сатурнова награда                  | Најбољи перформанс млађег глумца на телевизијској серији   | Алиша Дебнам-Кери                                                                                | Номинација | [ 112 ]   |
| 2018   | 44. Сатурнова награда                  | Најбољи перформанс споредног глумца на телевизији          | Мајкл Грејејес                                                                                   | Номинација | [ 112 ]   |

## Веб серија

### Fear the Walking Dead: Лет 462
Fear the Walking Dead: Лет 462, јесте веб серија од 16 делова, премијерно приказана 4. октобра 2015, на АМС. Такође је емитована као промоција током Окружен мртвима сезоне 6. Два карактера из веб серије, Алекс (претходно позната као Чарли) и Џејк, су представљени у Fear the Walking Dead сезони 2, епизоди 3.

### Fear the Walking Dead: Пролаз
Друга 16-делна веб серија дебитовала је 17. октобра 2016. године, а епизоде су постављене онлајн недељно и емитоване као промоција током седме сезоне Окружен мртвима. Веб серија прати Сиеру, способну девојку, која помаже повређеној жени Габи док покушавају да пронађу склониште. Серија је написана од стране Лорен Сигнорино и Мајка Зуника, а режисирана од стране Ендру Бернштајна.

## Кућни медији
Прва сезона је пуштена на Блу-реј и ДВД 1. децембра 2015. Специјална верзија прве сезоне пуштена је на Блу-реј и ДВД 22. марта 2016, уз неколико бонус додатака, укључујући обрисане сцене и аудио коментаре глумаца и екипе, на свих 6 епизода. Друга сезона, уз аудио коментаре, обрисане сцене и неколико сцена иза сцене, је објављена на Блу-ред и ДВД 13. децембра 2016. Трећа сезона, уз аудио коментаре, обрисане сцене, је објављена на Блу-реј и ДВД 13. марта 2018. Четврта сезона, уз аудио коментаре, је пуштена на Блу-ред и ДВД 5. марта 2019. године.

## Тужба
Јула 2018. Мел Смит, креатор стрипа Дед Ахед, тужио је АМС студио због тога што сматра да су украли тематику из његовог стрипа, специфично из друге сезоне када група преживелих покушава да побегне од зомбија на броду. Тужба такође укључује Дејвида Алперта, који је био Смитов агент и који је и даље бизнис партнер Роберда Киркмана, такође и један од извршних продуцената серије. Смитова тужба указује да је Алперт прекршио фидуцијарну дужност да заштити Смитове интересе када је почео да ради на серији. АМС је покушао да угаси те тужбе, изјављујући да је све то била случајност и да нема више истих сличности између серије и стрипа. Фебруара 2019, судија Луси Кох је одбила ово, верујући да ће бити неопходно сведочење експерата да би проценила тврдње АМС.